# Jan Fiala
Jan Fiala (ur. 19 maja 1956 w Slatinicach) – były czeski piłkarz grający na pozycji lewego lub środkowego obrońcy.
W barwach reprezentacji Czechosłowacji rozegrał 58 meczów i zdobył jednego gola. Był członkiem kadry na Mundialu 1982. Zagrał tam we wszystkich trzech meczach. W latach 1975–1987 występował w Dukli Praga, a 1987–1988 w Le Havre AC.